# Facultatea de Litere a Universității „Alexandru Ioan Cuza” din Iași
Facultatea de Litere este o facultate care face parte din cadrul Universității „Alexandru Ioan Cuza” din Iași. Aceasta există din anul 1860, o dată cu înființarea Universității „Alexandru Ioan Cuza”. 

## Istoric
Legea învățământului din 1864 utilizează numele de Facultatea de Filosofie și Litere. Va mai figura în documentele oficiale sub diferite alte denumiri : Facultatea de Litere și Filosofie (până în 1948), Facultatea de Filologie – Istorie – Filosofie (între 1948-1960), Facultatea de Filologie (între 1960-1989), Facultatea de Litere (începând cu 1989). Când a fost înființată facultatea avea doar o singură catedră Literatură clasică (latină) și română. Printre personalitățile care au predat aici sunt: V. A. Urechia, Alexandru I. Philippide, Titu Maiorescu, Garabet Ibrăileanu, Ștefan Vârgolici, Anton Naum, Ilie Bărbulescu, G. Pascu, Traian Bratu, Charles Drouhet, Neculai Șerban, Th. Simenschy, Iorgu Iordan, Constantin Balmuș, Octav Botez, George Călinescu, Dan Simonescu, Șerban Cioculescu, Petru Caraman, Jean Livescu, Alexandru Dima, N. I. Popa, Gheorghe Ivănescu, Șt. Cuciureanu, Ariton Vraciu, Mihai Drăgan.

## Departamente
- Departamentul de Românistică, Jurnalism și științe ale comunicării și Literatură comparată
- Departamentul de Limbi și literaturi străine
- Departamentul de Cercetare
- Școala Doctorală de Filologie

## Legături externe
- Pagina principală